# HMCS Charlottetown (1943)
HMCS Charlottetown (K244) – kanadyjska fregata z okresu II wojny światowej, jedna ze 135 zbudowanych jednostek typu River. Okręt został zwodowany 16 września 1943 roku w stoczni G T Davie w Lauzon, a do służby w Royal Canadian Navy wszedł 28 kwietnia 1944 roku z numerem burtowym K244. Podczas działań wojennych HMCS „Charlottetown” uczestniczył w eskorcie dziesięciu konwojów. Jednostka została wycofana ze służby 25 marca 1947 roku i sprzedana, a jej kadłub został zatopiony jako falochron w 1948 roku u brzegów wyspy Vancouver.

## Projekt i budowa
Projekt okrętu powstał na skutek konieczności budowy jednostek eskortowych przeznaczonych do ochrony konwojów o lepszych parametrach od korwet typu Flower, budowanych masowo w początkowym okresie II wojny światowej. Bazując na rozwiązaniach konstrukcyjnych tych ostatnich, inżynier William Reed zaprojektował jednostki znacznie dłuższe, szersze, wyposażone w siłownię o większej mocy z dwiema śrubami (lecz nadal była to maszyna parowa, znacznie tańsza od nowocześniejszych turbin parowych), co w konsekwencji spowodowało wzrost zasięgu, dzielności morskiej, prędkości i ilości przenoszonego uzbrojenia. Wykorzystanie cywilnych metod budowy i podzespołów dało możliwość masowej i taniej produkcji okrętów nawet w małych stoczniach, w wyniku czego powstało aż 135 fregat typu River. Nowy typ jednostki zwalczania okrętów podwodnych był pierwszym, który został sklasyfikowany jako fregata.
HMCS „Charlottetown” zbudowany został w stoczni G T Davie w Lauzon. Stępkę okrętu położono 26 stycznia 1943 roku, a zwodowany został 16 września 1943 roku .

## Dane taktyczno-techniczne
Okręt był oceaniczną fregatą, przeznaczoną głównie do zwalczania okrętów podwodnych. Długość całkowita wynosiła 91,8 metra (86,3 metra między pionami), szerokość 11,2 metra i zanurzenie maksymalne 3,89 metra . Wyporność standardowa wynosiła pomiędzy 1310 a 1460 ton, a pełna 1920–2180 ton . Okręt napędzany był przez dwie maszyny parowe potrójnego rozprężania o łącznej mocy 5500 KM, do których parę dostarczały dwa trójwalczakowe kotły Admiralicji . Dwuśrubowy układ napędowy pozwalał osiągnąć prędkość 20 węzłów . Okręt zabierał maksymalnie zapas 646 ton mazutu, co zapewniało zasięg wynoszący 7200 Mm przy prędkości 12 węzłów (lub 5400 Mm przy prędkości 15 węzłów) .
Uzbrojenie artyleryjskie jednostki składało się z podwójnego zestawu dział uniwersalnych kal. 102 mm (4 cale) QF HA Mark XVI L/45 . Uzbrojenie przeciwlotnicze składało się z 8 działek automatycznych Oerlikon kal. 20 mm Mark II/IV L/70 (dwóch podwójnych i czterech pojedynczych) . Broń ZOP stanowiły: miotacz Hedgehog oraz osiem miotaczy i dwie zrzutnie bomb głębinowych (z łącznym zapasem do 150 bg) . Wyposażenie radioelektroniczne obejmowało radary Typ 268, 272, 275, 291 oraz sonary .
Załoga okrętu składała się z 140 oficerów, podoficerów i marynarzy .

## Służba
Okręt wszedł do służby w Royal Canadian Navy 28 kwietnia 1944 roku, otrzymując numer taktyczny K244. Podczas wojny jednostka uczestniczyła w eskorcie dziesięciu konwojów: ON-269, ON-270 (grudzień 1944 roku), ON-276, SC-164, HX-331 (styczeń 1945 roku), HX-342 (marzec), KMF-44, MKF-44, KMF-45 (maj) i MKF-45 (czerwiec) .
W 1944 roku wzmocniono uzbrojenie przeciwlotnicze jednostki, instalując w miejscu dwóch pojedynczych działek kal. 20 mm dwa podwójne zestawy tego kalibru (od tego momentu fregata była uzbrojona w 10 działek Oerlikon kal. 20 mm Mark II/IV L/70 (cztery podwójne i dwa pojedyncze)  .
Jednostka została wycofana ze służby 25 marca 1947 roku i następnie sprzedana. Kadłub został zatopiony jako falochron w 1948 roku u brzegów wyspy Vancouver.